# Österåkers landskommun, Södermanland
För landskommunen med detta namn i Uppland, se Österåkers landskommun, Uppland.
Österåkers landskommun var en tidigare kommun i Södermanlands län.

## Administrativ historik
Den 1 januari 1863, när kommunalförordningarna började tillämpas, skapades över hela riket cirka 2 500 kommuner, varav 89 städer, 8 köpingar och resten landskommuner. Då inrättades i Österåkers socken i Oppunda härad i Södermanland denna kommun.
1952 genomfördes den första av 1900-talets två genomgripande kommunreformer i Sverige. Österåker blev då en del av  "storkommunen"  Julita landskommun.
Denna i sin tur upplöstes år 1971 varvid detta område fördes till Vingåkers kommun.